# Đại sứ Nhật Bản tại Việt Nam
Đại sứ Nhật Bản tại Việt Nam là đại diện chính thức Nhật Bản tại Cộng hòa Xã hội Chủ nghĩa Việt Nam.

## Lịch sử
Bắt đầu từ năm 1973, Nhật Bản đã thiết lập quan hệ ngoại giao với Việt Nam Dân chủ Cộng hòa, tiền thân của nước Cộng hòa Xã hội Chủ nghĩa Việt Nam. Từ tháng 9 năm 1973, Nara Yussuhiko đã được bổ nhiệm làm Đại sứ nhưng công tác ở Sài Gòn. Năm 1975 sau khi Việt Nam thống nhất, các đại sứ sau đó đều ở Đại sứ quán đặt tại Hà Nội.
Đại sứ quán Nhật Bản tại Việt Nam hiện đang nằm tại số 27, phường Liễu Giai, quận Ba Đình, Hà Nội. Năm 2023 sẽ là kỷ niệm 50 năm thiết lập quan hệ ngoại giao của hai nước với chủ đề "Việt – Nhật đồng hành, Hướng tới tương lai – Vươn tầm thế giới".

## Tên gọi
| # | Tên gọi                                                            | Thời gian    |
| - | ------------------------------------------------------------------ | ------------ |
| 1 | Đại sứ quán Nhật Bản tại Việt Nam Dân chủ Cộng hòa                 | Tháng 5/1974 |
| 2 | Đại sứ quán Nhật Bản tại Việt Nam (tiếng Nhật: ヴィエトナム大使館) | Tháng 7/1976 |
| 3 | Đại sứ quán Nhật Bản tại Việt Nam (tiếng Nhật: ベトナム大使館)     | Tháng 4/2003 |

## Danh sách đại sứ
| Bổ nhiệm | Đại sứ             | Nội dung                                  |
| --- | ------------------ | ----------------------------------------- |
| Tháng 9 năm 1973 | Nara Yasuhiko      | Từ tháng 8 năm 1972, làm việc tại Sài Gòn |
| Tháng 4 năm 1975 | Hitomi Hiroshi     | Công tác tại thành phố Hồ Chí Minh        |
| Sau khi Đại sứ Hitomi hết nhiệm kỳ, tại Thành phố Hồ Chí Minh và Hà Nội lần lượt có Đại biện lâm thời của Nhật Bản. |                    |                                           |
| Tháng 4 năm 1976 | Hasegawa Takaaki   | Công tác tại Hà Nội                       |
| Tháng 6 năm 1979 | Noda Eijirō        |                                           |
| Tháng 11 năm 1981                                                                                                   | Yatabe Atsuhiko    |                                           |
| Tháng 2 năm 1984 | Tsutsumi Kōichi    |                                           |
| Tháng 11 năm 1986                                                                                                   | Matano Kagechiaka  |                                           |
| Tháng 12 năm 1988                                                                                                   | Asomura Kuniaki    |                                           |
| Tháng 3 năm 1991 | Yushita Hiroyuki   |                                           |
| Tháng 8 năm 1994 | Ogura Kazuo        |                                           |
| Tháng 9 năm 1995 | Suzuki Katsunari   |                                           |
| Tháng 3 năm 1999 | Nakamura Takeshi   |                                           |
| Tháng 3 năm 2001 | Yamazaki Ryuichirō |                                           |
| Tháng 11 năm 2002                                                                                                   | Hattori Norio      |                                           |
| Tháng 1 năm 2008 | Sakaba Mitsuo      |                                           |
| Tháng 9 năm 2010 | Tanizaki Yasuaki   |                                           |
| Tháng 7 năm 2013 | Fukada Hiroshi     |                                           |
| Tháng 10 năm 2016                                                                                                   | Umeda Kunio        |                                           |
| Tháng 2 năm 2020 | Yamada Takio       |                                           |
| Tháng 5 năm 2024 | Itō Naoki          |                                           |